# Fringe
Fringe är en amerikansk sci-fi-serie som sändes i fem säsonger från 2008 till 2013, skapad av J.J. Abrams, Roberto Orci och Alex Kurtzman och producerad av Bad Robot och Warner Bros. Television.
Serien handlar om den kvinnliga FBI-agenten Olivia Dunham (Anna Torv), som tvingas samarbeta med den excentriske forskaren Walter Bishop (John Noble) för att lösa olika fenomen. Serien är en blandning av de kända serierna Arkiv X och Twilight Zone. I USA hade serien premiär på FOX den 9 september 2008. Serien hade premiär samma år i Sverige den 2 oktober på Kanal 5.

## Produktion

### Tillkomst
Produktionen av tv-serien började den 1 oktober, 2007. Den amerikanska tv-kanalen  FOX hade köpt in ett två timmar långt pilotavsnitt, med en budget på tio miljoner dollar. Abrams, Orcio och Kurtzman hade redan skrivit klart manuset till pilotavsnittet och tillsammans med Bryan Burk produceras serien för Warner Bros Television av Abrams produktionsbolag Bad Robot. Produktionen beräknades bli klar i slutet av 2007.  Varje avsnitt i serien kostar två miljoner att producera.

## Rollbesättning
26 januari 2008 gick rollerna som agenten Charlie Francis och John Scott till skådespelarna Kirk Acevedo och Mark Valley.

### Huvudfigurer
- Olivia Dunham (Anna Torv)
- Peter Bishop (Joshua Jackson)
- Dr. Walter Bishop (John Noble)
- Phillip Broyles (Lance Reddick)
- Charlie Francis (Kirk Acevedo)
- Nina Sharp (Blair Brown)
- Astrid Farnsworth (Jasika Nicole)
- John Scott (Mark Valley)

### Återkommande figurer
- September/The Observer/Donald (Michael Cerveris)
- David Robert Jones (Jared Harris)
- Dr. William Bell (Leonard Nimoy), säsong 1–4